# ۲۱۹ (قمری)
۲۱۹ (قمری)، دویست و نوزدهمین سال در گاهشماری هجری قمری است. اول محرم این سال برابر با بیستم ژانویه سال ۸۳۴ میلادی است.

## درگذشتگان
- حنظله بادغیسی شاعر فارسی‌گوی